# Ptocasius vittatus
Ptocasius vittatus är en spindelart som beskrevs av Song D. 1991. Ptocasius vittatus ingår i släktet Ptocasius och familjen hoppspindlar. Inga underarter finns listade i Catalogue of Life.